# 青石公
青石公，是台灣花蓮縣七星潭海岸一帶的守護神，保佑著當地的漁民。傳說中祂曾經作為妖怪危害人民並且被殺。

## 地點與神蹟
青石公位於七星潭的海灘上，是那裡最大一顆的青色石頭。傳說祂會在海上天氣不好的時候發出紅光警告漁夫不要出海。

## 傳說
據說青石公原本是住在花蓮佳山一帶的妖怪，並且愛上加禮宛地區一個獵人的妻子，為了跟她在一起，妖怪趁獵人打獵時把他害死，變成他的樣子到家裡跟妻子住。
然而，最後妻子還是發現妖怪的真身（也有說法是妖怪喝醉時不小心說出口），因此帶著村民追殺牠，妖怪一直逃、一路上撞出不少窟窿，最後在七星潭的海岸上被活生生打死。
妖怪死後，神明要牠贖罪，便把牠變成一顆青石鎮守在海邊。
其他版本
有另一個版本主張其中的「妖怪」是一條下凡化作白面書生的青龍，妻子也是一個「山地姑娘」，而青龍在死後化作的青石發出七道光芒，靈魂飛入空中，因此當地被稱為七星潭。

## 現代研究
青石公的故事很有可能最早是來自加禮宛社的噶瑪蘭族，並且隱含著當地跟七星潭的某種聯繫。根據地緣關係和其他版本的內容，傳說中的獵人和妻子很有可能就是當地的原住民。
另外，有關青龍和白面書生的傳說，則是受到移入的漢文化影響。